# 러시아의 가짜 뉴스 관련 법률
러시아의 가짜 뉴스 관련 법률은 러시아 당국이 "신뢰할 수 없는" 정보의 유포를 금지하고, 그러한 정보를 게시하는 온라인 미디어에 유포에 대한 처벌을 규정하고, 통신, 정보 기술 및 매스미디어를 감독하기 위해 연방 서비스가 액세스를 차단할 수 있도록 허용하는 연방법이다. 이 중 가장 잘 알려진 법률은 러시아의 우크라이나 침공 중에 제정된 2022년 3월 4일 No.32-FZ의 연방법이다. 이 법의 채택으로 러시아에서 외국 언론의 대량 이탈이 있었으며 독립 러시아 언론의 활동이 종료되었다.

## 2019년가짜뉴스법
2019년 3월 18일, 블라디미르 푸틴은 Roskomnadzor"에 따라 신뢰할 수 없는 정보"를 공개하는 경우, 모든 온라인 미디어에 대한 접근을 차단할 수 있도록 허용하는 No.31-FZ 법률에 서명했다. 같은 날 푸틴 대통령은 "신뢰할 수 없는 정보" 공개에 대해 일반인과 법 집행인에 대한 행정 벌금을 부과하는 법률 No.27-FZ에 서명했다.

## 2019 당국에 대한 무례에 관한 법률
2019년 3월 18일, 블라디미르 푸틴은 "'국가, 당국, 대중, 러시아 국기 또는 헌법에 대한 온라인상의 노골적인 무례'를 벌금형 또는 최대 15일의 징역형으로 처벌하는 법률인 No.28-FZ에 서명했다. 반복적인 위반이 있을 경우, 법률 No.30-FZ에 의거해 해당하는 "무례한 진술"의 제거가 허용된다.

## 2020COVID-19가짜뉴스법
2020년 4월 1일, 블라디미르 푸틴은 전염병, 자연 및 기술 재해, 비상 사태, 안전 보장 조치를 포함한 시민의 생명과 건강을 위협하는 상황에 대해 신뢰할 수 없는 정보를 유포할 경우, 이에 대한 행정 및 형사 처벌을 설정하는 법인 No.99-FZ 및 No.100-FZ에 서명했다. 이 법의 목표는 COVID-19와 이를 위한 조치가 합리적인가에 관한 의심 자체를 불법으로 만드는 것이었다.

## 2022 전쟁검열법
2022년 3월 4일, 블라디미르 푸틴 대통령은 러시아의 계속되는 우크라이나 침공을 배경으로 "가짜 법"(러시아어: закон о фейках)으로 불리는 No.31-FZ 및 No.32-FZ 법률에 서명했다.
이 법안은 러시아 연방 형법을 수정한 것이며, 207.3조의 "러시아 연방 군대 사용에 관한 고의로 허위 정보의 공개 유포"가 변경되었다. 이는 러시아 군대의 행동에 대해 고의로 허위 정보를 유포할 시, 형사 책임을 질 수 있다는 것이며 이에 따른 최대 처벌은 15년 징역형이다.
러시아 형법 29장도 280.3조와 284.2조로 수정되었다. 280조 3항에 따르면, 러시아 연방의 이익을 위한 러시아 군대의 사용 금지 요구 및 러시아 군대와 그 작전에 대한 "불신"은 5년 징역형에 처해질 수 있다. 284.2조에서는 러시아, 러시아 시민 또는 러시아 법인에 대해 제재를 부과하기 위해 러시아 시민이 요구하는 책임을 확립해 위반 시 3년의 징역형에 처해질 수 있게 되었다. 동일한 조치가 행정 범죄에 관한 러시아 연방 법의 새로운 조항 20.3.3 및 20.3.4에 포함되었다. 이는 각각 러시아 군대에 반대하거나 러시아에 대한 제재를 요청하는 것은 행정범법에 따라 무거운 벌금에 처해질 수 있고, 형법에 따라 징역에 처해질 수 있다는 것을 의미한다.
2022년 3월 25일, 블라디미르 푸틴 대통령은 RF 행정 위반법 20.3.3항과 RF 형법 280.3항을 개정한 No.62-FZ 및 No.63-FZ 법률에 서명했다. 이러한 개정안으로 인해 러시아 군대뿐만 아니라 러시아 국민위병, 러시아 연방보안국, 긴급상황부, 검찰청, 러시아 연방 수사위원회, 러시아 외무부를 포함한 러시아 영토 밖의 국가 기관에 의해 수행되는 권력 행사를 "명예훼손"으로 처벌이 가능하게 되었다.

### 미디어에 미친 영향
이 법안으로 인해 Colta.ru, Snob 온라인 잡지, Znak.com, "The Bell" 온라인 잡지, 노바야 가제타를 포함한 많은 러시아 언론 매체는 러시아의 우크라이나 침공 취재를 중단해야 했다. Dozhd는 앞서 언급한 법률의 제정으로 인해 일시적으로 운영을 중단한다고 말했다.
자유유럽방송은 이런 법률로 인해 러시아에서의 취재를 중단하지만 해외에서 우크라이나 사건을 계속 다룰 것이라고 발표했다. Bloomberg News, CNN, NBC, CBS, ABC, BBC News, RTVE, EFE, 이탈리아 방송 협회, TG5 및 ANSA와 같은 외국 뉴스 대행사 및 TV 방송국은 러시아에 서비스를 중단했다. Agentstvo에 따르면, 푸틴이 법안에 서명한 후부터 2022년 3월 7일까지 150명이 넘는 언론인이 러시아를 떠났다.
2022년 4월 7일, 법에 따른 기소를 피하기 위해 노바야 가제타의 기자들은 '노바야 가제타 유럽'의 출범을 발표했다. '노바야 가제타 유럽'이 러시아를 떠난 직원들로 뉴스룸을 구성했는데, 편집장 Kirill Martynov는 "합법적이고 실제적으로" Novaya Gazeta로부터 독립될 것이라고 말했다.
전쟁이 시작된 후 몇 달 동안 러시아에 남아있는 거의 모든 독립 언론은 검열법 위반으로 해고되었다. 자유주의 라디오 방송국 모스크바 공감은 3월 3일 폐쇄되어 선전 매체인 스푸트니크로 대체되었으며,  TV채널 Dozhd는 3월에 폐쇄되었다. 온라인 간행물 The New Times와 모스크바 타임스는 러시아에서 인터넷에서 차단되었으며 노바야 가제타는 간행을 중단해야 했고 결국 9월에 폐쇄되었다.

## 유사한 벨라루스 법
2021년 12월 14일, 알렉산드르 루카센코는 벨라루스 형법 361조를 개정하는 법률 No.133-Z에 서명했다. 이 개정안은 벨라루스, 벨라루스 법조인 및 민간인에 대한 제재 호소를 범죄화했으며 이러한 항소에 최대 6년의 징역형을 부과했다.
또한 외국에 호소(도움 요청)하거나 이를 유포할 시 3년 이상 10년 이하의 징역에 처해질 수 있다. 언론이나 인터넷을 통해 제기된 호소 또한  4년에서 12년의 징역으로 처벌될 수 있다. 이 법안은 국가의 지속적인 정치적 위기로 인해 벨라루스에서 채택되었다.

## 같이 보기
- 2022년 러시아의 우크라이나 침공에 관한 허위 정보
- 마리나 오브시안니코바
- 마크 번스타인
- 로스콤나조르
- 블라디미르 카라-무르자